# الکس میلر
الکس میلر (انگلیسی: Alex Miller؛ زادهٔ ۴ ژوئیهٔ ۱۹۴۹) بازیکن و مربی فوتبال اهل اسکاتلند بود.
از باشگاه‌هایی که در آن بازی کرده‌است می‌توان به باشگاه فوتبال رنجرز و باشگاه چین جنوبی اشاره کرد.